# Мурленд (Айова)
Мурленд (англ. Moorland) — місто (англ. city) в США, в окрузі Вебстер штату Айова. Населення — 168 осіб (2020).

## Географія
Мурленд розташований за координатами 42°26′29″ пн. ш. 94°17′43″ зх. д. / 42.44139° пн. ш. 94.29528° зх. д. (42.441394, -94.295411).  За даними Бюро перепису населення США в 2010 році місто мало площу 3,83 км², уся площа — суходіл.

## Демографія
Згідно з переписом 2010 року, у місті мешкало 169 осіб у 77 домогосподарствах у складі 50 родин. Густота населення становила 44 особи/км².  Було 85 помешкань (22/км²).
Расовий склад населення:
| - 99,4 % — білих |

До двох чи більше рас належало 0,6 %. Частка іспаномовних становила 1,8 % від усіх жителів.
За віковим діапазоном населення розподілялося таким чином: 19,5 % — особи молодші 18 років, 63,9 % — особи у віці 18—64 років, 16,6 % — особи у віці 65 років та старші. Медіана віку мешканця становила 46,1 року. На 100 осіб жіночої статі у місті припадало 113,9 чоловіків;  на 100 жінок у віці від 18 років та старших — 109,2 чоловіків також старших 18 років.
Середній дохід на одне домашнє господарство  становив 50 996 доларів США (медіана — 38 125), а середній дохід на одну сім'ю — 51 290 доларів (медіана — 37 813). За межею бідності перебувало 20,7 % осіб, у тому числі 32,7 % дітей у віці до 18 років та 2,9 % осіб у віці 65 років та старших.
Цивільне працевлаштоване населення становило 83 особи. Основні галузі зайнятості: виробництво — 25,3 %, освіта, охорона здоров'я та соціальна допомога — 18,1 %, мистецтво, розваги та відпочинок — 13,3 %, науковці, спеціалісти, менеджери — 12,0 %.